# 林森路 (高雄市)
林森路（Linsen Rd.）為高雄市的南北向重要道路，本道路共分成四個部分，行經三民區、新興區及苓雅區及前鎮區。起端於林森一路358、363巷口，經過二聖路後右彎向西，最後至成功路口為止。

## 行經行政區域
（由北至南）
- 三民區
- 新興區
- 苓雅區
- 前鎮區

## 分段
林森路共分為四個部份：
- 林森一路：北起於林森一路358、363巷口，南於新田路口接林森二路。
- 林森二路：北於新田路口接林森一路，南於三多三路口接林森三路。
- 林森三路：北於三多三路口接林森二路，南於中山二路口接林森四路。
- 林森四路：北於中山二路口接林森三路，南止於成功二路。

## 沿線設施
（由北至南）
- 林森一路
  - 幸福川林森橋
  - 中華電信南區分公司(230號)
  - 高雄市新興區新興國民小學(門牌設於民生一路321號)
  - 高雄市立新興高級中學(門牌設於五福二路218號)

- 林森二路
  - 台灣中油加油站林森二路站
  - 高雄市立苓雅國民中學(門牌設於四維三路176號)
  - 天主教高雄教區主教公署 (門牌設於四維三路125號)

- 林森三路
  - 盛興公園

- 林森四路
  - 高雄市立圖書館總館文創會館（189號）
    - 承億酒店（13~22樓、24~27樓）
    - 公共電視文化事業基金會南部新聞中心、公視台語台南部中心（5樓）
    - 承風City Wind Books（7樓）

## 公車資訊
- 林森一路
  - 統聯客運（市區公車）
    - 26 瑞豐站－高雄火車站

  - 南台灣客運
    - 248 建軍站－鼓山輪渡站

  - 高雄客運、屏東客運、中南客運、國光客運聯營
    - 9117「墾丁列車」（經台17線）
      - 高雄客運、屏東客運、中南客運：高鐵左營站－高雄火車站－高雄國際機場－林園－東港－林邊－枋寮－楓港－恆春－墾丁
      - 國光客運：高雄客運自立站－高雄火車站－高雄國際機場－林園－東港－林邊－枋寮－楓港－恆春－墾丁

    - 9127（經台88線）
      - 高雄客運自立站－高雄火車站－烏龍－東港－大鵬灣

    - 9188（經台88線、國道三號）
      - 高鐵左營站－高雄火車站－林邊－枋寮－楓港－墾丁－鵝鑾鼻

- 林森二路
  - 統聯客運（市區公車）
    - 26 瑞豐站－高雄火車站

- 林森三路
  - 統聯客運（市區公車）
    - 26 瑞豐站－高雄火車站

## 公共自行車
- 高雄市公共自行車租賃系統：
  - 建國林森路口：建國二路235號前
  - 捷運美麗島站（6號出口）：中正林森路口西南側
  - 苓雅國中：林森二路80號(對面)
  - 林森中華五路口：林森四路/中華五路口(東北側人行道)

## 內部連結
- 高雄市主要道路列表